# اف.جی. اسپکمن
اف. جی. اسپکمن (انگلیسی: F. G. Spackman; ۱ ژانویهٔ ۱۸۷۸ – ۳۰ مهٔ ۱۹۴۲) بازیکن فوتبال اهل بریتانیا بود.
وی به‌همراه تیم فوتبال المپیک بریتانیای کبیر به مدال طلا مسابقات فوتبال در بازی‌های المپیک تابستانی ۱۹۰۰ دست پیدا کرده‌است.